# Löberöd
Löberöd est une localité de Suède située dans la commune de Höör et dans la commune d'Eslöv, en Scanie.
Sa population était de 1 246 habitants en 2019.